# 郑庄乡
郑庄乡是中国山东省菏泽市曹县下辖的一个乡。

## 行政区划
郑庄乡下辖郑庄村、万楼村、石佛寺村、店王庄村、广亮门村、邰堂村、袁庄村、孙庄村、潘白刘村、河套元村、王治环楼村、周楼村、周庄村、常洼村、徐楼村、汲堂村、王河村、马庄村、孔庄村、荣楼村、王大楼村、李庄村、高范庄村、程楼村、刘堂村、北青山集村、双刘楼村、王胜普村、沈店村、谢道口村、白腊园村、高堤圈村、冯庄村、六合村、班庄村、吕庄村、郭庄村、孔井村、大刘庄村、曹河村、苇园村、柿子园村、孔东村、孔北村、孔西村、孔平楼村、王党庄村、王平楼村、代楼村。